# 上遠野広秀
上遠野 広秀（かどの ひろひで、生没年不詳）は、日本の江戸時代中期の兵法家、剣客。願立流剣術、上遠野流手裏剣術の使い手で、とくに手裏剣の名人として「手裏剣の上遠野」と称された。通称、伊豆守。
上遠野氏は旧姓、小山氏。1404年（応永11年）に磐城国菊田庄（菊多郡、現いわき市）上遠野に住んだことからこの地名を名乗るようになった。第10代上遠野高秀（伊豆守）が伊達政宗に招かれて家臣となり、843石を扶持された。広秀は明和、安永（1764年 - 1780年）の頃の人で、仙台藩で3千石取りとなっていた。家伝の願立流剣術のほか、独自に手裏剣術を工夫した。
広秀が手裏剣の技を工夫したのは、相手の眼を潰してしまえばいかなる大敵でも恐るるに足りない、という考えからであったといわれる。広秀はいつも両の鬢に4本ずつ、計8本の針を差しており、この針を指の脇にはさんで投げると百発百中といわれた。広秀は「手裏剣の技は一代限りのもので、教えてもらって上達するものではない。根気よく自分で工夫して針一本、2本打つことを習得すれば、自然に上手になる。」と語ったという。 
また、「手裏剣程、武士道に反す卑劣ならざる武器はそうはない。何があっても敵の急所には当ててはならない。不覚甚だしく、その事柄は昨今気付いた。」とまで語っている。

## エピソード
あるとき、仙台藩7代当主、伊達重村が江戸・芝の上屋敷で、御杉戸の絵に、桜の下に馬が立っている図を見て、この馬の足の爪に針を打ってみよ、と命じたところ、2本打って2本とも命中した。このときの針の痕は、後に上屋敷が焼失するまで残っていたという。
また治承・寿永の乱（源平合戦）の昔、仁田四郎が富士の巻狩りで猪の背に乗ったという逸話を聞き、広秀も山狩りのたびに猪を見つけて飛び乗ることを得意とした。広秀は、猪の背に後ろ向きに乗り、尻の穴に脇差を刺し通せば必ず仕留めることができる、といったという。

## 系譜
願立流の系譜は流祖、松林永吉（左馬助） - 新藤儀次（勘四郎） - 上遠野常秀（高秀の子、掃部守） - 上遠野秀実（下野守） - 上遠野歳秀（嘉膳） - 広秀となる。広秀からは元秀（下野守） - 亮秀 - 徳秀と伝わった。
また、広秀の打針は、後に仙台侯の息女が水戸藩へ輿入れした際に笄として伝わり、これを水戸弘道館の剣術師範をしていた海保帆平（北辰一刀流）が工夫し、安中藩師範の根岸松齢に伝えたのが根岸流手裏剣術の始まりである。

## 参考書籍
- 『日本剣豪100選』（綿谷雪著、秋田書店）